# Aue (Lager Hase)
Die Aue (Ausspracheⓘ) ist ein Bach, der heute in Südholz (Gemeinde Bakum, Landkreis Vechta) unmittelbar südlich des Fladderkanals entspringt und von dort in westlicher Richtung zur Lager Hase fließt, die er gemeinsam mit dem Dinklager Mühlenbach bildet. Im 19. Jahrhundert wurde die Aue auch Steinfurth genannt.

## Historische Zuordnung der Aue

### Verlegung der Großen Hase in den 1770er Jahren
In einem 1840 veröffentlichten Buch weist Carl Heinrich Nieberding darauf hin, dass der „Vechtaer Bach“ vor 1800 bis Osteressen geflossen sei. Im Mittelalter habe der Bach die Grenze zwischen dem Lerigau und dem Dersagau gebildet. Nach der Verlegung der „Osnabrückschen Haase“ in das Gebiet westlich von Essen sei der „Vechtaer Bach“ sogar bis zu dem „neuen Haase-Canal“ (d. h. dem Essener Kanal) geflossen. Nach dieser Darstellung ist Aue ein anderer Name für den Mittellauf des Vechtaer Bachs; der Name seines Oberlaufs ist demnach Vechtaer Moorbach und der seines Unterlaufs Lager Hase.

### Anlage des Fladderkanals in den 1920er Jahren
Vor der Anlage des Fladderkanals in den 1920er Jahren galt der Vechtaer Moorbach als Oberlauf der Aue. Bis ins 20. Jahrhundert hinein wurde die vom Vechtaer Moorbach, der Aue und der Lager Hase gebildete Linie als natürliche Trennlinie zweier Naturräume betrachtet, und zwar zwischen der Garther Heide im Norden und den Dammer Bergen und ihren Ausläufern im Süden.

### Bau der Bundesautobahn 1 in den 1960er Jahren
Um ein Brückenbauwerk einzusparen, wurde beim Bau der Bundesautobahn 1 um 1960 der Lauf der Aue nach Südosten verlegt und ihr bisheriges Bett zugeschüttet. Von der Stelle an, an der die Grenze zwischen der Gemeinde Bakum und der Stadt Lohne von Nordosten her auf die Autobahn trifft, bis zu der Stelle, an der die Aue den Bokerner Bach aufnimmt, verläuft sie heute unmittelbar parallel zur A 1 und biegt unmittelbar hinter der heutigen Mündung des Bokerner Bachs scharf in Richtung Westen ab, sofort die Autobahn unterquerend. Die Aue fließt im alten Bett des Bokerner Baches, bis sie hinter dessen ehemaliger Mündung wieder ihrem alten Lauf folgt.

## Heutiger Verlauf
Durch die Abschottung der heutigen Aue vom Fladderkanal entsteht die kuriose Situation, dass bereits kurz hinter der heutigen Auequelle, östlich der Bundesautobahn 1, ein Bach, der Bokerner Bach, in die Aue einmündet, der eine weitaus größere Strecke als die Aue bis zu der Vereinigungsstelle beider Bäche zurückgelegt hat. Westlich der A 1 fließen nacheinander von links der Märschendorfer Graben, die Schiplager Bäke und der Bählinger Bach sowie von rechts die Heidriede und der Carumer Bach in die Aue.
Der Lauf der Aue bildete vor seiner Begradigung im 20. Jahrhundert auf weiten Abschnitten die Grenze zwischen der Gemeinde Bakum an seinem rechten Ufer und den Städten Lohne sowie Dinklage an seinem linken Ufer. Auf den letzten Metern bildet die Aue die Grenze zwischen Dinklage und Essen (Oldenburg) und damit zwischen den Landkreisen Vechta und Cloppenburg. Heute verlaufen die entsprechenden Grenzen in stetem Wechsel knapp nördlich und südlich des aktuellen Bachverlaufs.

## Die Aue überquerende Verkehrswege
Die Aue wird von der Bundesautobahn 1 sowie den Landstraßen zwischen Harme und Märschendorf, zwischen Lüsche und Dinklage sowie zwischen Carum und Höne überquert.

## Ökologische Aspekte
Der ökologische Zustand der Aue und des Bokerner Baches wurde 2009 vom Niedersächsischen Landesbetrieb für Wasserwirtschaft, Küsten- und Naturschutz (NLWKN) als „schlecht“ bewertet.